# Antal Szalay
Antal Szalay (12 de março de 1912 - 1960) foi um futebolista e treinador húngaro.

## Carreira
Antal Szalay fez parte do elenco da Seleção Húngara de Futebol das Copas do Mundo de 1934 e 1938. Ele atuou em quatro partidas em Copas.